# 326 Tamara
A 326 Tamara a Naprendszer kisbolygóövében található aszteroida. Johann Palisa fedezte fel 1892. március 19-én.